# База (приток Аскиза)
База́ (хак. Паза) — река предгорий юго-восточных склонов Абаканского хребта, левый приток реки Аскиз (бассейн реки Абакан).
Длина 51 км, площадь бассейна 520 км². Протекает по территории Аскизского района Хакасии. Исток на юго-западном склоне горы Сорыб, устье восточнее железнодорожной станции Аскиз. Абсолютная высота истока 945 м, устья — 340 м. Средняя высота водосбора 925 м. Лесистость водосбора 93 %.
База имеет 9 притоков длиной от 1,1 до 28 км. Наиболее крупные из них — pp. Бейка, Копчул, ручей Чазы-Гол. Питание смешанное, преимущественно дождевое. Средний многолетний слой годового стока в бассейне — 85 мм.
Режим Базы изучался с 1969 по 1997 на гидрологическом посту у аула Верхняя База в 16 км от устья. Гидрологический режим характеризуется высоким половодьем, многопиковыми паводками и летне-осенней и зимней меженью. Весеннее половодье начинается обычно в начале — середине апреля и продолжается около 100 дней. За это время проходит до 50 % годового стока. Паводки проходят летом. Зимняя межень наступает с началом льдообразования, обычно в конце октября — начале ноября. Средний многолетний меженный расход воды в районе поста составляет 0,13 м³/с.
Общая минерализация вод незначительна (не более 500—600 мг/л), по составу — гидрокарбонатные. Водные ресурсы используются для орошения и сельского хозяйства в объёме около 1,5 млн м³/г (3 % годового стока реки).

## Топографические карты
- Лист карты N-46-XXV Аскиз. Масштаб: 1 : 200 000. Состояние местности на 1961 год. Издание 1964 г.